# Bengalus longiductus
Bengalus longiductus är en djurart som tillhör fylumet skedmaskar, och som beskrevs av Ramlall Biseswar 2006. Bengalus longiductus ingår i släktet Bengalus och familjen Bonelliidae. Inga underarter finns listade i Catalogue of Life.